# 新潟県の廃止市町村一覧
新潟県の廃止市町村一覧（にいがたけんのはいししちょうそんいちらん） は、新潟県における市制・町村制施行（1889年4月1日）後に、市町村合併や他の自治体に統合されることなどにより廃止した市町村の一覧である。単なる名称の変更は対象としない。
- 町村が「町制」・「市制」を施行し町・市となるケース
  - 「市町村」以外の表記名を変更しなかった自治体は一覧に含まれない。（豊栄町 → 豊栄市）
  - 町制・市制を施行した際に名称を変更した場合も一覧に含まれない。（潟町村 → 大潟町）
- 市町村が名称変更した場合は一覧に含まれない。（例：新井市 → 妙高市）
- 所属郡が変更になった場合は一覧に含まれない。
- 市町村合併で廃止した市町村のケース
  - 編入合併した場合の、存続市町村は廃止に当たらないので一覧に含まれない。
  - 編入合併した場合の、廃止した市町村は一覧に含まれる。
  - 新設合併した場合の、廃止した市町村は一覧に含まれる。
  - 新設合併した場合の、名称が残った市町村も一覧に含まれる。（例：旧・三条市 → 新・三条市）
- 分割や分立をしたケース
  - 分割で廃止した市町村は一覧に含まれる。（葛巻組村 → 郷分村・出面村）
  - 分立で存続した市町村は一覧に含まれない。（津島村の一部 → 中島村）

## 1899年以前
- 南蒲原郡葛巻組村 （1890年8月22日）南蒲原郡郷分村・出面村に分割のため
- 北魚沼郡高根村 （1893年7月1日）北魚沼郡入広瀬村に編入のため
- 北魚沼郡小出町村 （1896年8月14日）北魚沼郡小出町新設のため
- 北魚沼郡青島村 （1896年8月14日）北魚沼郡小出町新設のため
- 中蒲原郡松島村 （1898年2月4日）分割し、中蒲原郡三箇村・新松島村が分立、沼垂町に編入のため
- 刈羽郡（旧）二田村 （1899年4月14日）刈羽郡二田村新設のため
- 刈羽郡長谷村 （1899年4月14日）刈羽郡二田村新設のため
- 南蒲原郡（旧）大潟村 （1899年9月15日）南蒲原郡大潟村新設のため
- 南蒲原郡四王村 （1899年9月15日）南蒲原郡大潟村新設のため

## 1900年 - 1909年

### 1900年 - 1901年10月31日
- 刈羽郡森光村 （1900年2月23日）刈羽郡森山村新設のため
- 刈羽郡小栗山村 （1900年2月23日）刈羽郡森山村新設のため
- 中魚沼郡下組村 （1900年6月22日）中魚沼郡下条村新設のため
- 中魚沼郡三好村 （1900年6月22日）中魚沼郡下条村新設のため
- 南魚沼郡水無村 （1900年12月7日）南魚沼郡赤石村新設のため
- 南魚沼郡坂本村 （1900年12月7日）南魚沼郡赤石村新設のため
- 中頸城郡旧・米山村 （1901年8月28日）中頸城郡米山村新設のため
- 中頸城郡鉢崎村 （1901年8月28日）中頸城郡米山村新設のため

### 1901年11月1日

#### 北蒲原郡
- 旧・新発田町 （新発田町新設のため）
- 新発田本村 （新発田町新設のため）
- 旧・五十公野村 （五十公野村新設のため）
- 内竹村 （五十公野村新設のため）
- 島塚村 （鴻沼村新設のため）
- 中井村 （鴻沼村新設のため）
- 旧・松浦村 （松浦村新設のため）
- 荒川村 （松浦村新設のため）
- 大宮村 （川東村新設のため）
- 板津村 （川東村新設のため）
- 竹ノ俣村 （川東村新設のため）
- 石田村 （川東村新設のため）
- 旧・菅谷村 （菅谷村新設のため）
- 蔵光村 （菅谷村新設のため）
- 旧・安田村 （安田村新設のため）
- 赤坂村 （安田村新設のため）
- 大和村 （安田村新設のため）
- 旧・佐々木村 （佐々木村新設のため）
- 鳥興野村 （佐々木村新設のため）
- 蓑島村 （佐々木村新設のため）
- 旧・京ヶ瀬村 （京ヶ瀬村新設のため）
- 駒林村 （京ヶ瀬村新設のため）
- 小島村 （京ヶ瀬村新設のため）
- 旧・水原町 （水原町新設のため）
- 安野村 （水原町新設のため）
- 旧・笹岡村 （笹岡村新設のため）
- 大室村 （笹岡村新設のため）
- 出湯村 （笹岡村新設のため）
- 天神塚村 （神山村新設のため）
- 山倉村 （神山村新設のため）
- 葛塚村 （葛塚町新設のため）
- 太田古屋村 （葛塚町新設のため）
- 嘉山村 （分割し、葛塚町・長浦村新設のため）
- 長場村 （長浦村新設のため）
- 亀浦村 （長浦村新設のため）
- 大久保村 （岡方村新設のため）
- 三森村 （岡方村新設のため）
- 越岡村 （岡方村新設のため）
- 旧・中浦村 （中浦村新設のため）
- 天王村 （中浦村新設のため）
- 荒橋村 （中浦村新設のため）
- 旧・加治村 （加治村新設のため）
- 上舘村 （加治村新設のため）
- 泉村 （加治村新設のため）
- 中川村 （加治村新設のため）
- 旧・紫雲寺村 （紫雲寺村新設のため）
- 大島村 （紫雲寺村新設のため）
- 旧・中条町 （中条町新設のため）
- 柴橋村 （中条町新設のため）
- 本条村 （中条町新設のため）
- 旧・乙村 （乙村新設のため）
- 横田村 （乙村新設のため）
- 旧・黒川村 （黒川村新設のため）
- 坪江村 （黒川村新設のため）
- 鼓坂村 （黒川村新設のため）

#### 中蒲原郡
- 新松島村 （大形村新設のため）
- 三箇村 （大形村新設のため）
- 日本岡村 （大形村新設のため）
- 旧・石山村 （石山村新設のため）
- 木戸村 （石山村新設のため）
- 山潟村 （分割し、石山村・曽野木村新設のため）
- 旧・曽野木村 （曽野木村新設のため）
- 旧・鳥屋野村 （鳥屋野村新設のため）
- 女池村 （鳥屋野村新設のため）
- 山通村 （大江山村新設のため）
- 山岡村 （大江山村新設のため）
- 大淵村 （大江山村新設のため）
- 江口村 （大江山村新設のため）
- 割野村 （両川村新設のため）
- 嘉瀬村 （両川村新設のため）
- 酒屋村 （両川村新設のため）
- 和舞村 （両川村新設のため）
- 旧・新津町 （新津町新設のため）
- 三興野村 （新津町新設のため）
- 川結村 （荻川村新設のため）
- 荻野村 （荻川村新設のため）
- 中島村 （金津村新設のため）
- 津島村 （金津村新設のため）
- 小鹿村 （小合村新設のため）
- 小梅村 （小合村新設のため）
- 旧・五泉町 （五泉町新設のため）
- 太川村 （五泉町新設のため）
- 吉沢村 （五泉町新設のため）
- 旧・小須戸町 （小須戸町新設のため）
- 横水村 （小須戸町新設のため）
- 新保村 （小須戸町新設のため）
- 矢代田村 （小須戸町新設のため）
- 旧・大蒲原村 （大蒲原村新設のため）
- 五箇村 （大蒲原村新設のため）
- 旧・横越村 （横越村新設のため）
- 沢海村 （横越村新設のため）
- 小杉村 （横越村新設のため）
- 木津村 （横越村新設のため）
- 二本木村 （横越村新設のため）
- 旧・亀田町 （亀田町新設のため）
- 袋津村 （亀田町新設のため）
- 茅城島村 （分割し、亀田町・早通村新設のため）
- 旧・早通村 （早通村新設のため）

#### 西蒲原郡
- 上坂井輪村 （坂井輪村新設のため）
- 下坂井輪村 （坂井輪村新設のため）
- 新貝村 （坂井輪村新設のため）
- 新通村 （分割し、坂井輪村・中野小屋村新設のため）
- 旧・中野小屋村 （中野小屋村新設のため）
- 河西村 （中野小屋村新設のため）
- 旧・内野村 （内野村新設のため）
- 五十嵐浜村 （分割し、内野村・赤塚村新設のため）
- 旧・赤塚村 （赤塚村新設のため）
- 木山村 （分割し、赤塚村・角田村新設のため）
- 角田浜村 （角田村新設のため）
- 越前浜村 （角田村新設のため）
- 東太田村 （太田村新設のため）
- 杣木村 （太田村新設のため）
- 小高村 （太田村新設のため）
- 太花野村 （分割し、太田村・吉田村新設のため）
- 旧・吉田村 （吉田村新設のため）
- 鴻ノ巣村 （分割し、吉田村・和納村新設のため）
- 旧・和納村 （和納村新設のため）
- 旧・小池村 （小池村新設のため）
- 大関村 （小池村新設のため）
- 川前村 （小中川村新設のため）
- 小中川郷村 （小中川村新設のため）
- 三方崎村 （小中川村新設のため）
- 旧・松長村 （松長村新設のため）
- 加奈居村 （松長村新設のため）
- 旧・岩室村 （岩室村新設のため）
- 石瀬村 （岩室村新設のため）
- 船越村 （岩室村新設のため）
- 旧・弥彦村 （弥彦村新設のため）
- 桜井郷村 （弥彦村新設のため）
- 矢作村 （弥彦村新設のため）
- 笈砂村 （島上村新設のため）
- 横田村 （島上村新設のため）
- 熊森村 （島上村新設のため）
- 旧・国上村 （国上村新設のため）
- 中島村 （国上村新設のため）
- 四箇村 （国上村新設のため）
- 旧・米納津村 （米納津村新設のため）
- 佐渡山村 （分割し、米納津村・漆山村新設のため）
- 旧・漆山村 （漆山村新設のため）
- 潟南村 （漆山村新設のため）
- 馬堀村 （漆山村新設のため）
- 福木岡村 （峰岡村新設のため）
- 竹野町村 （峰岡村新設のため）
- 仁ヶ村 （峰岡村新設のため）
- 稲島村 （峰岡村新設のため）
- 五ヶ浜村 （浦浜村新設のため）
- 角海浜村 （浦浜村新設のため）
- 旧・鎧郷村 （鎧郷村新設のため）
- 西川村 （鎧郷村新設のため）
- 金巻村 （黒埼村新設のため）
- 板井村 （黒埼村新設のため）
- 黒鳥村 （黒埼村新設のため）
- 木場村 （黒埼村新設のため）
- 鳥原村 （黒埼村新設のため）
- 旧・味方村 （味方村新設のため）
- 白根村 （味方村新設のため）
- 七穂村 （味方村新設のため）
- 井随村 （四ツ合村新設のため）
- 島方村 （四ツ合村新設のため）
- 横戸村 （四ツ合村新設のため）
- 五之上村 （四ツ合村新設のため）
- 共和村 （大原村新設のため）
- 潟前村 （大原村新設のため）
- 旧・小吉村 （小吉村新設のため）
- 三針村 （分割し、小吉村・道上村新設のため）
- 旧・道上村 （道上村新設のため）
- 打越村 （道上村新設のため）

#### 南蒲原郡
- 旧・三条町 （三条町新設のため）
- 一ノ木戸村 （三条町新設のため）
- 上林村 （栗林村新設のため）
- 旭村 （栗林村新設のため）
- 旧・井栗村 （井栗村新設のため）
- 塚野目村 （井栗村新設のため）
- 大槻村 （分割し、井栗村・大崎村新設のため）
- 西大崎村 （大崎村新設のため）
- 東大崎村 （大崎村新設のため）
- 保内村 （大崎村新設のため）
- 本城村 （本成寺村新設のため）
- 槻田村 （本成寺村新設のため）
- 金子村 （本成寺村新設のため）
- 旧・大島村 （大島村新設のため）
- 須頃村 （大島村新設のため）
- 旧・加茂町 （加茂町新設のため）
- 狭口村 （加茂町新設のため）
- 加新村 （加茂町新設のため）
- 旧・庄川村 （庄川村新設のため）
- 外通村 （庄川村新設のため）
- 杉沢村 （庄川村新設のため）
- 郷分村 （葛巻村新設のため）
- 出面村 （葛巻村新設のため）
- 旧・坂井村 （坂井村新設のため）
- 下関村 （坂井村新設のため）
- 三林村 （坂井村新設のため）
- 旧・田上村 （田上村新設のため）
- 羽生田村 （田上村新設のため）
- 横場村 （田上村新設のため）
- 保明村 （田上村新設のため）
- 笹岡村 （長沢村新設のため）
- 長堀村 （長沢村新設のため）
- 大浦村 （長沢村新設のため）
- 高島村 （長沢村新設のため）
- 四ツ沢村 （森町村新設のため）
- 本下田村 （森町村新設のため）
- 前谷村 （分割し、森町村・鹿峠村新設のため）
- 外谷村 （鹿峠村新設のため）
- 大和村 （福島村新設のため）
- 福多村 （福島村新設のため）
- 鬼木村 （福島村新設のため）
- 尾崎村 （福島村新設のため）
- 五加村 （福島村新設のため）
- 大潟村 （大面村新設のため）
- 帯織村 （大面村新設のため）
- 旧・中之島村 （中之島村新設のため）
- 神通村 （中之島村新設のため）
- 中通村 （中之島村新設のため）
- 中野村 （中之島村新設のため）
- 中条村 （中之島村新設のため）
- 信条村 （中之島村新設のため）
- 西所村 （中之島村新設のため）
- 三沼村 （中之島村新設のため）

#### 三島郡
- 深沢村 （深才村新設のため）
- 才津村 （深才村新設のため）
- 大島村 （深才村新設のため）
- 旧・片貝村 （片貝村新設のため）
- 高梨村 （片貝村新設のため）
- 旧・来迎寺村 （来迎寺村新設のため）
- 浦村 （来迎寺村新設のため）
- 中野島村 （来迎寺村新設のため）
- 岩田村 （岩塚村新設のため）
- 飯塚村 （岩塚村新設のため）
- 旧・脇野町村 （脇野町村新設のため）
- 上岩井村 （脇野町村新設のため）
- 吉川村 （脇野町村新設のため）
- 天津村 （大津村新設のため）
- 大都村 （大津村新設のため）
- 小島谷村 （島田村新設のため）
- 村田村 （島田村新設のため）
- 桐原村 （桐島村新設のため）
- 島崎村 （桐島村新設のため）
- 旧・西越村 （西越村新設のため）
- 中越村 （西越村新設のため）
- 八手村 （西越村新設のため）
- 旧・寺泊町 （寺泊町新設のため）
- 北西越村 （寺泊町新設のため）
- 西山村 （寺泊町新設のため）
- 潟村 （寺泊町新設のため）
- 野積村 （寺泊町新設のため）
- 旧・与板町 （与板町新設のため）
- 本与板村 （分割し、与板町・大河津村新設のため）
- 善高村 （大河津村新設のため）
- 五千石村 （大河津村新設のため）
- 下桐原村 （大河津村新設のため）

#### 古志郡
- 旧・長岡町 （長岡町新設のため）
- 長岡本町 （長岡町新設のため）
- 千手町 （長岡町新設のため）
- 草生津町 （長岡町新設のため）
- 新町 （長岡町新設のため）
- 王内村 （長岡町新設のため）
- 旧・四郎丸村 （四郎丸村新設のため）
- 川崎村 （四郎丸村新設のため）
- 旧・栖吉村 （栖吉村新設のため）
- 中貫村 （栖吉村新設のため）
- 石坂村 （上組村新設のため）
- 中通村 （上組村新設のため）
- 宮内村 （上組村新設のため）
- 前川村 （上組村新設のため）
- 芹川村 （下川西村新設のため）
- 川李村 （下川西村新設のため）
- 旧・六日市村 （六日市村新設のため）
- 山谷沢村 （六日市村新設のため）
- 旧・十日町村 （十日町村新設のため）
- 高島村 （十日町村新設のため）
- 五日町村 （下塩谷村新設のため）
- 川谷村 （下塩谷村新設のため）
- 吉樫村 （下塩谷村新設のため）
- 旧・上塩谷村 （上塩谷村新設のため）
- 上塩村 （上塩谷村新設のため）
- 前東谷村 （東谷村新設のため）
- 橡堀村 （東谷村新設のため）
- 旧・荷頃村 （荷頃村新設のため）
- 一之貝村 （荷頃村新設のため）
- 蓬沢村 （太田村新設のため）
- 虫亀村 （太田村新設のため）

#### 北魚沼郡
- 旧・川口村 （川口村新設のため）
- 津山村 （川口村新設のため）
- 旧・薭生村 （薭生村新設のため）
- 上川村 （薭生村新設のため）
- 旧・城川村 （城川村新設のため）
- 桜町村 （城川村新設のため）
- 鴻野谷村 （分割し、城川村・千田村新設のため）
- 旧・千田村 （千田村新設のため）
- 三仏生村 （千田村新設のため）
- 旧・堀之内村 （堀之内村新設のため）
- 城下村 （堀之内村新設のため）
- 宇賀地村 （堀之内村新設のため）
- 旧・小出町 （小出町新設のため）
- 佐梨村 （小出町新設のため）
- 島町村 （分割し、小出町・藪神村新設のため）
- 旧・藪神村 （藪神村新設のため）
- 羽川村 （藪神村新設のため）
- 旧・須原村 （須原村新設のため）
- 広瀬村 （須原村新設のため）
- 湯ノ谷村 （湯之谷村新設のため）
- 八箇村 （湯之谷村新設のため）
- 下条村 （広瀬村新設のため）
- 中条村 （広瀬村新設のため）
- 小平尾村 （広瀬村新設のため）
- 旧・上条村 （上条村新設のため）
- 高倉村 （上条村新設のため）

#### 南魚沼郡
- 二居村 （三国村新設のため）
- 浅貝村 （三国村新設のため）
- 東中島村 （中之島村新設のため）
- 西中島村 （中之島村新設のため）
- 大木六村 （中之島村新設のため）
- 大和村 （中之島村新設のため）
- 西五十沢村 （五十沢村新設のため）
- 東五十沢村 （五十沢村新設のため）
- 南五十沢村 （五十沢村新設のため）
- 南城内村 （城内村新設のため）
- 北城内村 （城内村新設のため）
- 旧・大巻村 （大巻村新設のため）
- 南藪神村 （分割し、大巻村・藪神村新設のため）
- 北藪神村 （藪神村新設のため）
- 旧・大崎村 （大崎村新設のため）
- 水尾村 （大崎村新設のため）
- 赤石村 （東村新設のため）
- 三用村 （東村新設のため）

#### 中魚沼郡
- 旧・中条村 （中条村新設のため）
- 大井田村 （中条村新設のため）
- 新座村 （中条村新設のため）
- 旧・川治村 （川治村新設のため）
- 河内村 （川治村新設のため）
- 旧・下条村 （下条村新設のため）
- 東下組村 （下条村新設のため）
- 旧・外丸村 （外丸村新設のため）
- 三箇村 （外丸村新設のため）
- 旧・上郷村 （上郷村新設のため）
- 寺田村 （上郷村新設のため）
- 宮野原村 （上郷村新設のため）
- 赤崎村 （芦ヶ崎村新設のため）
- 谷内村 （芦ヶ崎村新設のため）
- 馬場村 （水沢村新設のため）
- 今泉村 （水沢村新設のため）

#### 刈羽郡
- 旧・枇杷島村 （枇杷島村新設のため）
- 鏡里村 （分割し、枇杷島村・田尻村新設のため）
- 旧・田尻村 （田尻村新設のため）
- 安田村 （田尻村新設のため）
- 平井村 （田尻村新設のため）
- 槇原村 （西中通村新設のため）
- 日吉村 （西中通村新設のため）
- 旭村 （北鯖石村新設のため）
- 藤井村 （北鯖石村新設のため）
- 日高村 （高田村新設のため）
- 豊田村 （高田村新設のため）
- 吉井村 （中通村新設のため）
- 油田村 （中通村新設のため）
- 曽地村 （中通村新設のため）
- 東城村 （分割し、中通村・刈羽村新設のため）
- 旧・刈羽村 （刈羽村新設のため）
- 勝山村 （刈羽村新設のため）
- 宮川町 （高浜町新設のため）
- 椎谷町 （高浜町新設のため）
- 善根村 （中鯖石村新設のため）
- 加納村 （中鯖石村新設のため）
- 秋津村 （中鯖石村新設のため）
- 森近村 （南鯖石村新設のため）
- 石曽根村 （南鯖石村新設のため）
- 山室村 （南鯖石村新設のため）
- 大沢村 （南鯖石村新設のため）
- 旧・上条村 （上条村新設のため）
- 別俣村 （上条村新設のため）
- 旧・野田村 （野田村新設のため）
- 田沢村 （野田村新設のため）
- 女谷村 （鵜川村新設のため）
- 折居村 （鵜川村新設のため）
- 岡田村 （高柳村新設のため）
- 岡野町村 （高柳村新設のため）
- 高尾村 （高柳村新設のため）
- 漆島村 （高柳村新設のため）
- 荻ノ島村 （高柳村新設のため）
- 門出村 （高柳村新設のため）
- 栃ヶ原村 （高柳村新設のため）
- 山中村 （高柳村新設のため）
- 森山村 （上小国村新設のため）
- 増田村 （上小国村新設のため）
- 結城野村 （上小国村新設のため）
- 法末村 （上小国村新設のため）
- 旧・北条村 （北条村新設のため）
- 南条村 （北条村新設のため）
- 小澗村 （北条村新設のため）
- 広田村 （北条村新設のため）
- 長鳥村 （北条村新設のため）
- 旧・石地町 （石地町新設のため）
- 大田村 （石地町新設のため）
- 別山村 （内郷村新設のため）
- 中川村 （内郷村新設のため）
- 旧・二田村 （二田村新設のため）
- 長原村 （二田村新設のため）
- 妙法寺村 （二田村新設のため）

#### 東頸城郡
- 旧・安塚村 （分割し、安塚村・小黒村新設のため）
- 月影村 （安塚村新設のため）
- 中保倉村 （安塚村新設のため）
- 中川村 （安塚村新設のため）
- 小切戸村 （小黒村新設のため）
- 沼木村 （小黒村新設のため）
- 行野村 （小黒村新設のため）
- 船倉村 （菱里村新設のため）
- 豊坂村 （菱里村新設のため）
- 真荻平村 （菱里村新設のため）
- 須川村 （菱里村新設のため）
- 旧・下保倉村 （下保倉村新設のため）
- 末広村 （下保倉村新設のため）
- 峰方村 （松代村新設のため）
- 松平村 （松代村新設のため）
- 伊沢村 （松代村新設のため）
- 北平村 （山平村新設のため）
- 北山村 （山平村新設のため）
- 旧・松之山村 （松之山村新設のため）
- 松里村 （松之山村新設のため）
- 布川村 （松之山村新設のため）
- 旧・大島村 （大島村新設のため）
- 仁上村 （大島村新設のため）
- 元保倉村 （大島村新設のため）
- 旧・旭村 （旭村新設のため）
- 嶺村 （旭村新設のため）
- 里見村 （牧村新設のため）
- 川上村 （牧村新設のため）
- 川辺村 （牧村新設のため）

#### 中頸城郡
- 下ノ郷村 （金谷村新設のため）
- 北大崎村 （金谷村新設のため）
- 旧・春日村 （春日村新設のため）
- 高志村 （春日村新設のため）
- 国府村 （春日村新設のため）
- 旧・三郷村 （三郷村新設のため）
- 旧・高士村 （分割し、三郷村・高士村新設のため）
- 飯田村 （高士村新設のため）
- 旧・谷浜村 （谷浜村新設のため）
- 和泉村 （谷浜村新設のため）
- 旧・新井町 （新井町新設のため）
- 小出雲村 （新井町新設のため）
- 大崎村 （新井町新設のため）
- 旧・斐太村 （斐太村新設のため）
- 西郷村 （斐太村新設のため）
- 瑞穂村 （猿橋村新設のため）
- 長沢村 （猿橋村新設のため）
- 下板倉村 （和田村新設のため）
- 大和村 （和田村新設のため）
- 大倉村 （和田村新設のため）
- 国明村 （和田村新設のため）
- 旧・柿崎村 （柿崎村新設のため）
- 犀浜村 （柿崎村新設のため）
- 旧・黒岩村 （黒岩村新設のため）
- 水源村 （分割し、黒岩村・源村新設のため）
- 川谷村 （源村新設のため）
- 上吉川村 （分割し、源村・吉川村新設のため）
- 中吉川村 （吉川村新設のため）
- 大出口村 （吉川村新設のため）
- 旧・潟町村 （潟町村新設のため）
- 犀潟村 （潟町村新設のため）
- 旧・大瀁村 （大瀁村新設のため）
- 南川村 （大瀁村新設のため）
- 頸城村 （大瀁村新設のため）
- 妙高村 （名香山村新設のため）
- 関川村 （名香山村新設のため）
- 境村 （分割し、名香山村・関山村新設のため）
- 旧・関山村 （関山村新設のため）
- 旧・板倉村 （板倉村新設のため）
- 豊原村 （板倉村新設のため）
- 根越村 （板倉村新設のため）
- 箕冠村 （板倉村新設のため）

#### 西頸城郡
- 鬼伏村 （浦本村に編入のため）
- 西早川村 （下早川村新設のため）
- 北早川村 （下早川村新設のため）
- 南早川村 （下早川村新設のため）
- 東早川村 （上早川村新設のため）
- 西山村 （上早川村新設のため）
- 東山村 （上早川村新設のため）
- 旧・大和川村 （大和川村新設のため）
- 梶屋敷村 （大和川村新設のため）
- 北西海村 （西海村新設のため）
- 南西海村 （西海村新設のため）
- 旧・糸魚川町 （糸魚川町新設のため）
- 柳形村 （糸魚川町新設のため）
- 奴奈川村 （糸魚川町新設のため）
- 上根知村 （根知村新設のため）
- 中根知村 （根知村新設のため）
- 下根知村 （根知村新設のため）
- 旧・今井村 （今井村新設のため）
- 須沢村 （今井村新設のため）
- 下名立村 （名立村新設のため）
- 上名立村 （名立村新設のため）
- 四ヶ所村 （磯部村新設のため）
- 川崎村 （磯部村新設のため）
- 旧・青海村 （青海村新設のため）
- 田海村 （青海村新設のため）
- 東能生村 （能生谷村新設のため）
- 南能生村 （能生谷村新設のため）
- 上能生村 （能生谷村新設のため）
- 西能生村 （能生谷村新設のため）
- 中能生村 （能生谷村新設のため）

#### 岩船郡
- 旧・山辺里村 （山辺里村新設のため）
- 門前谷村 （山辺里村新設のため）
- 関村 （関谷村新設のため）
- 七箇谷村 （関谷村新設のため）
- 九箇谷村 （関谷村新設のため）
- 旧・女川村 （女川村新設のため）
- 川北村 （女川村新設のため）
- 上保内村 （保内村新設のため）
- 中保内村 （保内村新設のため）
- 旧・金屋村 （金屋村新設のため）
- 南保内村 （金屋村新設のため）
- 海老江村 （金屋村新設のため）
- 大津村 （金屋村新設のため）
- 旧・神納村 （神納村新設のため）
- 東神納村 （神納村新設のため）
- 旧・平林村 （平林村新設のため）
- 塩谷村 （平林村新設のため）
- 旧・館腰村 （館腰村新設のため）
- 長津村 （館腰村新設のため）
- 新屋村 （三面村新設のため）
- 布部村 （三面村新設のため）
- 旧・高根村 （高根村新設のため）
- 岩沢村 （高根村新設のため）
- 旧・猿沢村 （猿沢村新設のため）
- 鵜渡路村 （猿沢村新設のため）
- 旧・塩野町村 （塩野町村新設のため）
- 大須戸村 （塩野町村新設のため）

#### 佐渡郡
- 夷町 （両津町新設のため）
- 湊町 （両津町新設のため）
- 加茂歌代村 （分割し、両津町・加茂村新設のため）
- 梅津村 （加茂村新設のため）
- 羽吉村 （加茂村新設のため）
- 内浦村 （加茂村新設のため）
- 旧・河崎村 （河崎村新設のため）
- 明治村 （河崎村新設のため）
- 富岡村 （河崎村新設のため）
- 吾潟村 （河崎村新設のため）
- 旧・吉井村 （吉井村新設のため）
- 秋津村 （吉井村新設のため）
- 長江村 （吉井村新設のため）
- 旧・相川町 （相川町新設のため）
- 旧・金泉村 （分割し、相川町・金泉村新設のため）
- 北海村 （分割し、金泉村・高千村新設のため）
- 旧・高千村 （高千村新設のため）
- 五十里町 （沢根町新設のため）
- 沢根町村 （沢根町新設のため）
- 旧・金沢村 （金沢村新設のため）
- 平泉村 （金沢村新設のため）
- 旧・新穂村 （新穂村新設のため）
- 大野村 （新穂村新設のため）
- 長畝村 （新穂村新設のため）
- 潟上村 （新穂村新設のため）
- 田野沢村 （新穂村新設のため）
- 正明寺村 （新穂村新設のため）
- 国中村 （分割し、新穂村・畑野村新設のため）
- 旧・畑野村 （畑野村新設のため）
- 小倉村 （畑野村新設のため）
- 栗野江村 （畑野村新設のため）
- 三宮村 （畑野村新設のため）
- 旧・真野村 （真野村新設のため）
- 恋ヶ浦村 （真野村新設のため）
- 金丸村 （真野村新設のため）
- 新町 （真野村新設のため）
- 川茂村 （分割し、真野村・赤泊村新設のため）
- 旧・赤泊村 （赤泊村新設のため）
- 真浦村 （赤泊村新設のため）
- 徳和村 （赤泊村新設のため）
- 三川村 （赤泊村新設のため）
- 小布勢村 （西三川村新設のため）
- 亀ノ脊村 （西三川村新設のため）
- 旧・小木町 （小木町新設のため）
- 岬村 （小木町新設のため）
- 千手村 （羽茂村新設のため）
- 羽茂本郷村 （羽茂村新設のため）
- 大橋村 （羽茂村新設のため）

### 1901年11月2日 - 1909年
- 中蒲原郡（旧）白根町 （1902年4月1日）中蒲原郡白根町新設のため
- 中蒲原郡浄楽寺村 （1902年4月1日）中蒲原郡白根町新設のため
- 中蒲原郡（旧）庄瀬村 （1902年4月1日）中蒲原郡庄瀬村新設のため
- 中蒲原郡菱潟村 （1902年4月1日）中蒲原郡庄瀬村新設のため
- 中蒲原郡小吉村 （1902年4月1日）分割し、中蒲原郡庄瀬村・小林村新設のため
- 中蒲原郡林村 （1902年4月1日）中蒲原郡小林村新設のため
- 中魚沼郡（旧）吉田村 （1902年4月1日）中魚沼郡吉田村新設のため
- 中魚沼郡鎧島村 （1902年4月1日）中魚沼郡吉田村新設のため
- 中魚沼郡真田村 （1902年4月1日）中魚沼郡吉田村新設のため
- 佐渡郡（旧）二宮村 （1902年4月1日）佐渡郡二宮村新設のため
- 佐渡郡野田村 （1902年4月1日）佐渡郡二宮村新設のため
- 北蒲原郡堀切村 （1903年11月1日）北蒲原郡築地村・金塚村に分割編入のため
- 三島郡（旧）出雲崎町 （1904年4月1日）三島郡出雲崎町新設のため
- 三島郡尼瀬町 （1904年4月1日）三島郡出雲崎町新設のため
- 北蒲原郡（旧）聖籠村 （1906年4月1日）北蒲原郡聖籠村新設のため
- 北蒲原郡蓮野村 （1906年4月1日）北蒲原郡聖籠村新設のため
- 北蒲原郡蓮潟村 （1906年4月1日）北蒲原郡聖籠村新設のため
- 北蒲原郡藤井村 （1906年4月1日）分割し、北蒲原郡聖籠村・木崎村新設のため
- 北蒲原郡島崎村 （1906年4月1日）北蒲原郡木崎村新設のため
- 北蒲原郡鳥屋村 （1906年4月1日）北蒲原郡木崎村新設のため
- 北蒲原郡笹山村 （1906年4月1日）北蒲原郡木崎村新設のため
- 西蒲原郡秋津村 （1906年4月1日）西蒲原郡月潟村新設のため
- 西蒲原郡曲通村 （1906年4月1日）西蒲原郡月潟村新設のため
- 西蒲原郡中合村 （1906年4月1日）西蒲原郡月潟村新設のため
- 古志郡川西村 （1906年4月1日）古志郡上川西村新設のため
- 古志郡四箇村 （1906年4月1日）古志郡上川西村新設のため
- 南魚沼郡上関村 （1906年4月1日）南魚沼郡石打村新設のため
- 南魚沼郡大沼村 （1906年4月1日）南魚沼郡石打村新設のため
- 南魚沼郡大君田村 （1906年4月1日）南魚沼郡石打村新設のため
- 南魚沼郡（旧）塩沢町 （1906年4月1日）南魚沼郡塩沢町新設のため
- 南魚沼郡吉里村 （1906年4月1日）南魚沼郡塩沢町新設のため
- 南魚沼郡栃窪村 （1906年4月1日）南魚沼郡塩沢町新設のため
- 南魚沼郡富実村 （1906年4月1日）南魚沼郡塩沢町新設のため
- 南魚沼郡中目来田村 （1906年4月1日）南魚沼郡塩沢町新設のため
- 南魚沼郡上島村 （1906年4月1日）南魚沼郡塩沢町新設のため
- 南魚沼郡大富村 （1906年4月1日）分割し、南魚沼郡塩沢町・六日町新設のため
- 南魚沼郡（旧）六日町 （1906年4月1日）南魚沼郡六日町新設のため
- 南魚沼郡小栗山村 （1906年4月1日）南魚沼郡六日町新設のため
- 南魚沼郡君帰村 （1906年4月1日）南魚沼郡六日町新設のため
- 南魚沼郡欠ノ上村 （1906年4月1日）南魚沼郡六日町新設のため
- 南魚沼郡余川村 （1906年4月1日）南魚沼郡六日町新設のため
- 南魚沼郡川窪村 （1906年4月1日）南魚沼郡六日町新設のため
- 南魚沼郡美佐島村 （1906年4月1日）南魚沼郡六日町新設のため
- 南魚沼郡八幡村 （1906年4月1日）南魚沼郡六日町新設のため
- 南魚沼郡三和村 （1906年4月1日）分割し、南魚沼郡六日町・上田村新設のため
- 南魚沼郡南旭村 （1906年4月1日）南魚沼郡上田村新設のため
- 南魚沼郡長崎村 （1906年4月1日）南魚沼郡上田村新設のため
- 南魚沼郡旭村 （1906年4月1日）南魚沼郡上田村新設のため
- 中頸城郡（旧）新井町 （1907年8月1日）中頸城郡新井町新設のため
- 中頸城郡参賀村 （1907年8月1日）中頸城郡新井町新設のため
- 東蒲原郡（旧）三川村 （1908年9月1日）東蒲原郡三川村新設のため
- 東蒲原郡綱木村 （1908年9月1日）東蒲原郡三川村新設のため
- 中頸城郡（旧）柿崎村 （1908年10月1日）中頸城郡柿崎村新設のため
- 中頸城郡七ヶ村 （1908年10月1日）中頸城郡柿崎村新設のため
- 中頸城郡（旧）高田町 （1908年11月1日）中頸城郡高田町新設のため
- 中頸城郡高城村 （1908年11月1日）中頸城郡高田町新設のため

## 1910年 - 1919年
- 中蒲原郡沼垂町 （1914年4月11日）新潟市に編入のため

## 1920年 - 1929年
- 南蒲原郡裏館村 （1920年10月1日）南蒲原郡三條町に編入のため
- 古志郡四郎丸村 （1921年12月1日）長岡市に編入のため
- 中魚沼郡千手町村 （1922年11月1日）中魚沼郡千手村新設のため
- 中魚沼郡中野村 （1922年11月1日）中魚沼郡千手村新設のため
- 刈羽郡下宿村 （1924年8月10日）刈羽郡柏崎町に編入のため
- 刈羽郡大洲村 （1924年8月10日）刈羽郡柏崎町に編入のため
- 南蒲原郡坂井村 （1925年4月1日）南蒲原郡今町に編入のため
- 中蒲原郡（旧）亀田町 （1925年7月1日）中蒲原郡亀田町新設のため
- 中蒲原郡早通村 （1925年7月1日）中蒲原郡亀田町新設のため
- 中蒲原郡阿賀浦村 （1925年11月1日）中蒲原郡新津町に編入のため
- 中蒲原郡満日村 （1925年11月1日）中蒲原郡新津町に編入のため
- 北魚沼郡（旧）堀之内村 （1926年4月1日）北魚沼郡堀之内村新設のため
- 北魚沼郡田川入村 （1926年4月1日）北魚沼郡堀之内村新設のため
- 刈羽郡比角村 （1926年9月10日）刈羽郡柏崎町に編入のため
- 南蒲原郡栗林村 （1927年10月1日）南蒲原郡三條町・井栗村に分割編入のため
- 西蒲原郡太田村 （1927年10月1日）西蒲原郡燕町に編入のため
- 刈羽郡枇杷島村 （1928年12月1日）刈羽郡柏崎町に編入のため
- 北魚沼郡薭生村 （1929年3月1日）北魚沼郡小千谷町・川口村に分割編入のため

## 1930年 - 1939年
- 南蒲原郡庄川村 （1934年1月1日）南蒲原郡見附町に編入のため
- 中蒲原郡荻川村 （1939年11月1日）中蒲原郡新津町に編入のため

## 1940年 - 1949年
- 刈羽郡鯨波村 （1940年4月1日）刈羽郡柏崎町に編入のため
- 北蒲原郡鴻沼村 （1940年8月1日）北蒲原郡新発田町に編入のため
- 北魚沼郡山辺村 （1942年4月1日）北魚沼郡小千谷町に編入のため
- 北魚沼郡吉谷村 （1943年4月1日）北魚沼郡小千谷町に編入のため
- 北蒲原郡猿橋村 （1943年5月10日）北蒲原郡新発田町に編入のため
- 中蒲原郡大形村 （1943年6月1日）新潟市に編入のため
- 中蒲原郡石山村 （1943年12月8日）新潟市に編入のため
- 中蒲原郡鳥屋野村 （1943年12月8日）新潟市に編入のため
- 岩船郡村上町 （1946年6月1日）岩船郡村上町新設のため
- 岩船郡村上本町 （1946年6月1日）岩船郡村上町新設のため
- 古志郡山通村 （1948年7月1日）長岡市・古志郡宮内町に分割編入のため
- 刈羽郡中里村 （1949年7月1日）刈羽郡小国村新設のため
- 刈羽郡横沢村 （1949年7月1日）刈羽郡小国村新設のため
- 刈羽郡武石村 （1949年7月1日）刈羽郡小国村新設のため
- 刈羽郡七日町村 （1949年7月1日）刈羽郡小国村新設のため

## 1950年 - 1954年
- 中頸城郡上米山村 （1950年4月1日）柏崎市に編入のため
- 古志郡栖吉村 （1950年12月1日）長岡市に編入のため
- 古志郡富曽亀村 （1951年1月1日）長岡市に編入のため
- 南蒲原郡井栗村 （1951年6月1日）三条市に編入のため
- 古志郡北谷村 （1953年10月10日）南蒲原郡見附町に編入のため
- 古志郡上川西村 （1954年2月1日）長岡市に編入のため
- 古志郡宮内町 （1954年3月1日）長岡市に編入のため
- 北魚沼郡城川村 （1954年3月10日）北魚沼郡小千谷町（即日市制、小千谷市）に編入のため
- 北魚沼郡千田村 （1954年3月10日）北魚沼郡小千谷町（即日市制、小千谷市）に編入のため
- 南蒲原郡下条村 （1954年3月10日）南蒲原郡加茂町（即日市制、加茂市）に編入のため
- 中魚沼郡十日町 （1954年3月31日）十日町市新設のため
- 中魚沼郡中条村 （1954年3月31日）十日町市新設のため
- 中魚沼郡川治村 （1954年3月31日）十日町市新設のため
- 中魚沼郡六箇村 （1954年3月31日）十日町市新設のため
- 南蒲原郡葛巻村 （1954年3月31日）南蒲原郡見附町（即日市制、見附市）に編入のため
- 南蒲原郡新潟村 （1954年3月31日）南蒲原郡見附町（即日市制、見附市）に編入のため
- 古志郡上北谷村 （1954年3月31日）南蒲原郡見附町（即日市制、見附市）・古志郡栃尾町に分割編入のため
- 岩船郡村上町 （1954年3月31日）村上市新設のため
- 岩船郡岩船町 （1954年3月31日）村上市新設のため
- 岩船郡瀬波町 （1954年3月31日）村上市新設のため
- 岩船郡山辺里村 （1954年3月31日）村上市新設のため
- 岩船郡上海府村 （1954年3月31日）村上市新設のため
- 西蒲原郡燕町 （1954年3月31日）燕市新設のため
- 西蒲原郡小池村 （1954年3月31日）燕市新設のため
- 西蒲原郡小中川村 （1954年3月31日）燕市新設のため
- 西蒲原郡松長村 （1954年3月31日）燕市新設のため
- 北魚沼郡田麦山村 （1954年3月31日）北魚沼郡川口村に編入のため
- 東頸城郡（旧）松代村 （1954年3月31日）東頸城郡松代村新設のため
- 東頸城郡山平村 （1954年3月31日）東頸城郡松代村新設のため
- 佐渡郡（旧）相川町 （1954年3月31日）佐渡郡相川町新設のため
- 佐渡郡金泉村 （1954年3月31日）佐渡郡相川町新設のため
- 佐渡郡二見村 （1954年3月31日）佐渡郡相川町新設のため
- 北蒲原郡松ヶ崎浜村 （1954年4月1日）新潟市に編入のため
- 刈羽郡西中通村 （1954年4月1日）柏崎市に編入のため
- 中頸城郡新道村 （1954年4月1日）高田市に編入のため
- 中頸城郡金谷村 （1954年4月1日）高田市に編入のため
- 三島郡深才村 （1954年5月1日）長岡市に編入のため
- 北魚沼郡川井村 （1954年5月1日）小千谷市に編入のため
- 南魚沼郡伊米ヶ崎村 （1954年5月1日）北魚沼郡小出町に編入のため
- 西頸城郡糸魚川町 （1954年6月1日）糸魚川市新設のため
- 西頸城郡浦本村 （1954年6月1日）糸魚川市新設のため
- 西頸城郡下早川村 （1954年6月1日）糸魚川市新設のため
- 西頸城郡上早川村 （1954年6月1日）糸魚川市新設のため
- 西頸城郡大和川村 （1954年6月1日）糸魚川市新設のため
- 西頸城郡西海村 （1954年6月1日）糸魚川市新設のため
- 西頸城郡大野村 （1954年6月1日）糸魚川市新設のため
- 西頸城郡根知村 （1954年6月1日）糸魚川市新設のため
- 西頸城郡小滝村 （1954年6月1日）糸魚川市新設のため
- 古志郡下塩谷村 （1954年6月1日）古志郡栃尾町（即日市制、栃尾市）に編入のため
- 古志郡上塩谷村 （1954年6月1日）古志郡栃尾町（即日市制、栃尾市）に編入のため
- 古志郡東谷村 （1954年6月1日）古志郡栃尾町（即日市制、栃尾市）に編入のため
- 古志郡荷頃村 （1954年6月1日）古志郡栃尾町（即日市制、栃尾市）に編入のため
- 中頸城郡有田村 （1954年6月1日）中頸城郡直江津町（即日市制、直江津市）に編入のため
- 中頸城郡八千浦村 （1954年6月1日）中頸城郡直江津町（即日市制、直江津市）に編入のため
- 中頸城郡保倉村 （1954年6月1日）中頸城郡直江津町（即日市制、直江津市）に編入のため
- 刈羽郡荒浜村 （1954年7月5日）柏崎市に編入のため
- 西蒲原郡小吉村 （1954年7月7日）西蒲原郡中之口村新設のため
- 西蒲原郡道上村 （1954年7月7日）西蒲原郡中之口村新設のため
- 佐渡郡河原田町 （1954年7月20日）佐渡郡佐和田町新設のため
- 佐渡郡沢根町 （1954年7月20日）佐渡郡佐和田町新設のため
- 佐渡郡二宮村 （1954年7月20日）佐渡郡佐和田町新設のため
- 佐渡郡八幡村 （1954年7月20日）佐渡郡佐和田町新設のため
- 岩船郡関谷村 （1954年8月1日）岩船郡関川村新設のため
- 岩船郡女川村 （1954年8月1日）岩船郡関川村新設のため
- 岩船郡館腰村 （1954年10月1日）岩船郡朝日村新設のため
- 岩船郡三面村 （1954年10月1日）岩船郡朝日村新設のため
- 岩船郡高根村 （1954年10月1日）岩船郡朝日村新設のため
- 岩船郡猿沢村 （1954年10月1日）岩船郡朝日村新設のため
- 岩船郡塩野町村 （1954年10月1日）岩船郡朝日村新設のため
- 西頸城郡（旧）能生町 （1954年10月1日）西頸城郡能生町新設のため
- 西頸城郡磯部村 （1954年10月1日）西頸城郡能生町新設のため
- 西頸城郡能生谷村 （1954年10月1日）西頸城郡能生町新設のため
- 西頸城郡木浦村 （1954年10月1日）西頸城郡能生町新設のため
- 西頸城郡歌外波村 （1954年10月1日）西頸城郡青海町に編入のため
- 西頸城郡市振村 （1954年10月1日）西頸城郡青海町に編入のため
- 西頸城郡上路村 （1954年10月1日）西頸城郡青海町に編入のため
- 西頸城郡今井村 （1954年10月1日）糸魚川市・西頸城郡青海町に分割編入のため
- 北蒲原郡南浜村 （1954年11月1日）新潟市に編入のため
- 北蒲原郡濁川村 （1954年11月1日）新潟市に編入のため
- 西蒲原郡坂井輪村 （1954年11月1日）新潟市に編入のため
- 三島郡日越村 （1954年11月1日）長岡市に編入のため
- 三島郡王寺川村 （1954年11月1日）長岡市に編入のため
- 古志郡十日町村 （1954年11月1日）長岡市に編入のため
- 古志郡山本村 （1954年11月1日）長岡市に編入のため
- 古志郡黒条村 （1954年11月1日）長岡市に編入のため
- 古志郡新組村 （1954年11月1日）長岡市に編入のため
- 古志郡福戸村 （1954年11月1日）長岡市に編入のため
- 古志郡下川西村 （1954年11月1日）長岡市に編入のため
- 古志郡六日市村 （1954年11月1日）長岡市・小千谷市に分割編入のため
- 古志郡東山村 （1954年11月1日）小千谷市・北魚沼郡川口村に分割編入のため
- 南蒲原郡本成寺村 （1954年11月1日）三条市に編入のため
- 南蒲原郡大崎村 （1954年11月1日）三条市に編入のため
- 東頸城郡（旧）牧村 （1954年11月1日）東頸城郡牧村新設のため
- 東頸城郡沖見村 （1954年11月1日）東頸城郡牧村新設のため
- 中頸城郡新井町 （1954年11月1日）新井市新設のため
- 中頸城郡矢代村 （1954年11月1日）新井市新設のため
- 中頸城郡斐太村 （1954年11月1日）新井市新設のため
- 中頸城郡鳥坂村 （1954年11月1日）新井市新設のため
- 中頸城郡水上村 （1954年11月1日）新井市新設のため
- 中頸城郡泉村 （1954年11月1日）新井市新設のため
- 中頸城郡上郷村 （1954年11月1日）新井市新設のため
- 中頸城郡平丸村 （1954年11月1日）新井市新設のため
- 中蒲原郡七谷村 （1954年11月3日）加茂市に編入のため
- 中蒲原郡五泉町 （1954年11月3日）五泉市新設のため
- 中蒲原郡巣本村 （1954年11月3日）五泉市新設のため
- 中蒲原郡川東村 （1954年11月3日）五泉市新設のため
- 中蒲原郡橋田村 （1954年11月3日）五泉市新設のため
- 西蒲原郡（旧）吉田町 （1954年11月3日）西蒲原郡吉田町新設のため
- 西蒲原郡米納津村 （1954年11月3日）西蒲原郡吉田町新設のため
- 西蒲原郡粟生津村 （1954年11月3日）西蒲原郡吉田町新設のため
- 佐渡郡両津町 （1954年11月3日）両津市新設のため
- 佐渡郡加茂村 （1954年11月3日）両津市新設のため
- 佐渡郡河崎村 （1954年11月3日）両津市新設のため
- 佐渡郡水津村 （1954年11月3日）両津市新設のため
- 佐渡郡岩首村 （1954年11月3日）両津市新設のため
- 佐渡郡内海府村 （1954年11月3日）両津市新設のため
- 佐渡郡吉井村 （1954年11月3日）分割し、両津市・佐渡郡金井村新設のため
- 佐渡郡金沢村 （1954年11月3日）佐渡郡金井村新設のため
- 西蒲原郡地蔵堂町 （1954年11月3日）西蒲原郡分水町新設のため
- 西蒲原郡国上村 （1954年11月3日）西蒲原郡分水町新設のため
- 西蒲原郡島上村 （1954年11月3日）西蒲原郡分水町新設のため
- 中魚沼郡吉田村 （1954年12月1日）十日町市に編入のため
- 岩船郡保内村 （1954年12月1日）岩船郡荒川町新設のため
- 岩船郡金屋村 （1954年12月1日）岩船郡荒川町新設のため
- 東蒲原郡上条村 （1954年12月1日）東蒲原郡上川村新設のため
- 東蒲原郡西川村 （1954年12月1日）東蒲原郡上川村新設のため
- 東蒲原郡東川村 （1954年12月1日）東蒲原郡上川村新設のため

## 1955年 - 1959年
- 南蒲原郡大島村 （1955年1月1日）三条市に編入のため
- 中魚沼郡岩沢村 （1955年1月1日）小千谷市に編入のため
- 中魚沼郡真人村 （1955年1月1日）小千谷市に編入のため
- 中魚沼郡下船渡村 （1955年1月1日）中魚沼郡津南町新設のため
- 中魚沼郡外丸村 （1955年1月1日）中魚沼郡津南町新設のため
- 中魚沼郡上郷村 （1955年1月1日）中魚沼郡津南町新設のため
- 中魚沼郡芦ヶ崎村 （1955年1月1日）中魚沼郡津南町新設のため
- 中魚沼郡秋成村 （1955年1月1日）中魚沼郡津南町新設のため
- 中魚沼郡中深見村 （1955年1月1日）中魚沼郡津南町新設のため
- 西蒲原郡（旧）巻町 （1955年1月1日）西蒲原郡巻町新設のため
- 西蒲原郡峰岡村 （1955年1月1日）西蒲原郡巻町新設のため
- 西蒲原郡浦浜村 （1955年1月1日）西蒲原郡巻町新設のため
- 西蒲原郡松野尾村 （1955年1月1日）西蒲原郡巻町新設のため
- 西蒲原郡角田村 （1955年1月1日）西蒲原郡巻町新設のため
- 西蒲原郡漆山村 （1955年1月1日）西蒲原郡巻町新設のため
- 岩船郡神納村 （1955年1月10日）岩船郡神林村新設のため
- 岩船郡平林村 （1955年1月10日）岩船郡神林村新設のため
- 岩船郡西神納村 （1955年1月10日）岩船郡神林村新設のため
- 刈羽郡山横沢村 （1955年1月10日）刈羽郡小国村に編入のため
- 東蒲原郡（旧）津川町 （1955年1月15日）東蒲原郡津川町新設のため
- 東蒲原郡小川村 （1955年1月15日）東蒲原郡津川町新設のため
- 東蒲原郡揚川村 （1955年1月15日）分割し、東蒲原郡津川町・三川村新設のため
- 東蒲原郡（旧）三川村 （1955年1月15日）東蒲原郡三川村新設のため
- 東蒲原郡下条村 （1955年1月15日）東蒲原郡三川村新設、五泉市に編入のため
- 刈羽郡北鯖石村 （1955年2月1日）柏崎市に編入のため
- 刈羽郡田尻村 （1955年2月1日）柏崎市に編入のため
- 刈羽郡高田村 （1955年2月1日）柏崎市に編入のため
- 中魚沼郡下条村 （1955年2月1日）十日町市に編入のため
- 中頸城郡春日村 （1955年2月1日）高田市に編入のため
- 中頸城郡諏訪村 （1955年2月1日）高田市に編入のため
- 中頸城郡津有村 （1955年2月1日）高田市に編入のため
- 中頸城郡三郷村 （1955年2月1日）高田市に編入のため
- 中頸城郡和田村 （1955年2月1日）高田市・新井市に分割編入のため
- 中頸城郡（旧）柿崎町 （1955年3月1日）中頸城郡柿崎町新設のため
- 中頸城郡下黒川村 （1955年3月1日）中頸城郡柿崎町新設のため
- 中頸城郡黒川村 （1955年3月1日）中頸城郡柿崎町新設のため
- 中頸城郡黒岩村 （1955年3月1日）中頸城郡柿崎町新設のため
- 北蒲原郡葛塚町 （1955年3月31日）北蒲原郡豊栄町新設のため
- 北蒲原郡木崎村 （1955年3月31日）北蒲原郡豊栄町新設のため
- 北蒲原郡岡方村 （1955年3月31日）北蒲原郡豊栄町新設のため
- 北蒲原郡五十公野村 （1955年3月31日）新発田市に編入のため
- 北蒲原郡松浦村 （1955年3月31日）新発田市に編入のため
- 北蒲原郡米倉村 （1955年3月31日）新発田市に編入のため
- 北蒲原郡赤谷村 （1955年3月31日）新発田市に編入のため
- 北蒲原郡川東村 （1955年3月31日）新発田市に編入のため
- 北蒲原郡菅谷村 （1955年3月31日）新発田市に編入のため
- 北蒲原郡（旧）聖籠村 （1955年3月31日）北蒲原郡聖籠村新設のため
- 北蒲原郡亀代村 （1955年3月31日）北蒲原郡聖籠村新設のため
- 北蒲原郡紫雲寺村 （1955年3月31日）北蒲原郡紫雲寺町新設のため
- 北蒲原郡松塚村 （1955年3月31日）分割し、北蒲原郡紫雲寺町新設、築地村に編入のため
- 南魚沼郡湯沢村 （1955年3月31日）南魚沼郡湯沢町新設のため
- 南魚沼郡神立村 （1955年3月31日）南魚沼郡湯沢町新設のため
- 南魚沼郡土樽村 （1955年3月31日）南魚沼郡湯沢町新設のため
- 南魚沼郡三俣村 （1955年3月31日）南魚沼郡湯沢町新設のため
- 南魚沼郡三国村 （1955年3月31日）南魚沼郡湯沢町新設のため
- 佐渡郡（旧）真野町 （1955年3月31日）佐渡郡真野町新設のため
- 佐渡郡西三川村 （1955年3月31日）分割し、佐渡郡真野町・羽茂村新設のため
- 佐渡郡（旧）羽茂村 （1955年3月31日）佐渡郡羽茂村新設のため
- 佐渡郡（旧）畑野村 （1955年3月31日）佐渡郡畑野村新設のため
- 佐渡郡松ヶ崎村 （1955年3月31日）佐渡郡畑野村新設のため
- 中蒲原郡（旧）村松町 （1955年3月31日）中蒲原郡村松町新設のため
- 中蒲原郡大蒲原村 （1955年3月31日）中蒲原郡村松町新設のため
- 中蒲原郡川内村 （1955年3月31日）中蒲原郡村松町新設のため
- 中蒲原郡十全村 （1955年3月31日）中蒲原郡村松町新設のため
- 中蒲原郡菅名村 （1955年3月31日）分割し、中蒲原郡村松町新設、五泉市に編入のため
- 中蒲原郡（旧）白根町 （1955年3月31日）中蒲原郡白根町新設のため
- 中蒲原郡新飯田村 （1955年3月31日）中蒲原郡白根町新設のため
- 中蒲原郡庄瀬村 （1955年3月31日）中蒲原郡白根町新設のため
- 中蒲原郡臼井村 （1955年3月31日）中蒲原郡白根町新設のため
- 中蒲原郡大郷村 （1955年3月31日）中蒲原郡白根町新設のため
- 中蒲原郡鷲巻村 （1955年3月31日）中蒲原郡白根町新設のため
- 中蒲原郡根岸村 （1955年3月31日）中蒲原郡白根町新設のため
- 中蒲原郡小林村 （1955年3月31日）中蒲原郡白根町新設のため
- 中蒲原郡茨曽根村 （1955年3月31日）中蒲原郡白根町新設のため
- 西蒲原郡（旧）岩室村 （1955年3月31日）西蒲原郡岩室村新設のため
- 西蒲原郡間瀬村 （1955年3月31日）西蒲原郡岩室村新設のため
- 西蒲原郡四ツ合村 （1955年3月31日）西蒲原郡潟東村新設のため
- 西蒲原郡大原村 （1955年3月31日）西蒲原郡潟東村新設のため
- 西蒲原郡鎧郷村 （1955年3月31日）西蒲原郡西川町新設のため
- 西蒲原郡曽根町 （1955年3月31日）西蒲原郡西川町新設のため
- 北蒲原郡中浦村 （1955年3月31日）北蒲原郡福島村新設のため
- 北蒲原郡本田村 （1955年3月31日）北蒲原郡福島村新設のため
- 南蒲原郡長沢村 （1955年3月31日）南蒲原郡下田村新設のため
- 南蒲原郡森町村 （1955年3月31日）南蒲原郡下田村新設のため
- 南蒲原郡鹿峠村 （1955年3月31日）南蒲原郡下田村新設のため
- 岩船郡黒川俣村 （1955年3月31日）岩船郡山北村新設のため
- 岩船郡八幡村 （1955年3月31日）岩船郡山北村新設のため
- 岩船郡大川谷村 （1955年3月31日）岩船郡山北村新設のため
- 岩船郡中俣村 （1955年3月31日）岩船郡山北村新設のため
- 岩船郡下海府村 （1955年3月31日）岩船郡山北村新設のため
- 三島郡脇野町 （1955年3月31日）三島郡三島町新設のため
- 三島郡大津村 （1955年3月31日）分割し、三島郡三島町・与板町新設のため
- 三島郡（旧）与板町 （1955年3月31日）三島郡与板町新設のため
- 三島郡黒川村 （1955年3月31日）三島郡与板町新設のため
- 三島郡桐島村 （1955年3月31日）三島郡和島村新設のため
- 三島郡島田村 （1955年3月31日）三島郡和島村新設のため
- 三島郡来迎寺村 （1955年3月31日）三島郡越路町新設のため
- 三島郡岩塚村 （1955年3月31日）三島郡越路町新設のため
- 三島郡塚山村 （1955年3月31日）三島郡越路町新設のため
- 古志郡石津村 （1955年3月31日）三島郡越路町新設のため
- 古志郡入東谷村 （1955年3月31日）栃尾市に編入のため
- 古志郡西谷村 （1955年3月31日）栃尾市に編入のため
- 北魚沼郡広瀬村 （1955年3月31日）北魚沼郡広神村新設のため
- 北魚沼郡藪神村 （1955年3月31日）北魚沼郡広神村新設のため
- 中魚沼郡田沢村 （1955年3月31日）中魚沼郡中里村新設のため
- 中魚沼郡倉俣村 （1955年3月31日）中魚沼郡中里村新設のため
- 東頸城郡下保倉村 （1955年3月31日）東頸城郡浦川原村新設のため
- 東頸城郡（旧）安塚村 （1955年3月31日）分割し、東頸城郡安塚村・浦川原村新設のため
- 東頸城郡菱里村 （1955年3月31日）東頸城郡安塚村新設のため
- 東頸城郡小黒村 （1955年3月31日）東頸城郡安塚村新設のため
- 東頸城郡（旧）大島村 （1955年3月31日）東頸城郡大島村新設のため
- 東頸城郡保倉村 （1955年3月31日）東頸城郡大島村新設のため
- 東頸城郡旭村 （1955年3月31日）東頸城郡大島村新設のため
- 東頸城郡（旧）松之山村 （1955年3月31日）東頸城郡松之山村新設のため
- 東頸城郡浦田村 （1955年3月31日）東頸城郡松之山村新設のため
- 中頸城郡菅原村 （1955年3月31日）中頸城郡清里村新設のため
- 中頸城郡櫛池村 （1955年3月31日）中頸城郡清里村新設のため
- 中頸城郡吉川村 （1955年3月31日）中頸城郡吉川町新設のため
- 中頸城郡源村 （1955年3月31日）中頸城郡吉川町新設のため
- 中頸城郡旭村 （1955年3月31日）分割し、中頸城郡吉川町新設、潟町村に編入のため
- 中頸城郡関山村 （1955年3月31日）中頸城郡妙高村新設のため
- 中頸城郡大鹿村 （1955年3月31日）中頸城郡妙高村新設のため
- 中頸城郡豊葦村 （1955年3月31日）中頸城郡妙高村新設のため
- 中頸城郡原通村 （1955年3月31日）分割し、中頸城郡妙高村新設、新井市に編入のため
- 東蒲原郡両鹿瀬村 （1955年4月1日）東蒲原郡鹿実谷村新設のため
- 東蒲原郡日出谷村 （1955年4月1日）東蒲原郡鹿実谷村新設のため
- 東蒲原郡豊実村 （1955年4月1日）東蒲原郡鹿実谷村新設のため
- 中蒲原郡金津村 （1955年4月1日）新津市に編入のため
- 中蒲原郡小合村 （1955年4月1日）新津市に編入のため
- 中頸城郡谷浜村 （1955年4月1日）直江津市に編入のため
- 中頸城郡桑取村 （1955年4月1日）直江津市に編入のため
- 刈羽郡石黒村 （1955年4月1日）刈羽郡高柳村に編入のため
- 北蒲原郡（旧）水原町 （1955年4月15日）北蒲原郡水原町新設のため
- 北蒲原郡堀越村 （1955年4月15日）北蒲原郡水原町新設のため
- 北蒲原郡分田村 （1955年4月15日）北蒲原郡水原町新設のため
- 北蒲原郡加治村 （1955年7月20日）北蒲原郡加治川村新設のため
- 北蒲原郡金塚村 （1955年7月20日）北蒲原郡加治川村新設のため
- 中頸城郡里五十公野村 （1955年10月1日）中頸城郡三和村新設のため
- 中頸城郡上杉村 （1955年10月1日）中頸城郡三和村新設のため
- 中頸城郡美守村 （1955年10月1日）中頸城郡三和村新設のため
- 中蒲原郡須田村 （1955年11月1日）加茂市に編入のため
- 西頸城郡（旧）名立町 （1955年11月1日）西頸城郡名立町新設のため
- 西頸城郡名立村 （1955年11月1日）西頸城郡名立町新設のため
- 三島郡片貝町 （1956年3月31日）小千谷市に編入のため
- 古志郡種苧原村 （1956年3月31日）古志郡山古志村新設のため
- 古志郡太田村 （1956年3月31日）古志郡山古志村新設のため
- 古志郡竹沢村 （1956年3月31日）古志郡山古志村新設のため
- 古志郡東竹沢村 （1956年3月31日）古志郡山古志村新設のため
- 南魚沼郡東村 （1956年4月1日）南魚沼郡大和村新設のため
- 南魚沼郡大崎村 （1956年4月1日）南魚沼郡大和村新設のため
- 南魚沼郡浦佐村 （1956年4月1日）南魚沼郡大和村新設のため
- 南魚沼郡藪神村 （1956年4月1日）南魚沼郡大和村新設のため
- 中頸城郡寺野村 （1956年4月1日）中頸城郡板倉村に編入のため
- 中魚沼郡千手町 （1956年9月1日）中魚沼郡川西町新設のため
- 中魚沼郡仙田村 （1956年9月1日）中魚沼郡川西町新設のため
- 中魚沼郡橘村 （1956年9月1日）中魚沼郡川西町新設のため
- 中魚沼郡上野村 （1956年9月1日）中魚沼郡川西町新設のため
- 南魚沼郡（旧）六日町 （1956年9月1日）南魚沼郡六日町新設のため
- 南魚沼郡五十沢村 （1956年9月1日）南魚沼郡六日町新設のため
- 南魚沼郡城内村 （1956年9月1日）南魚沼郡六日町新設のため
- 南魚沼郡大巻村 （1956年9月1日）南魚沼郡六日町新設のため
- 刈羽郡中通村 （1956年9月30日）柏崎市・刈羽郡刈羽村・北条村に分割編入のため
- 刈羽郡上条村 （1956年9月30日）刈羽郡黒姫村新設のため
- 刈羽郡野田村 （1956年9月30日）刈羽郡黒姫村新設のため
- 刈羽郡鵜川村 （1956年9月30日）刈羽郡黒姫村新設のため
- 刈羽郡石地町 （1956年9月30日）刈羽郡朝日町新設のため
- 刈羽郡内郷村 （1956年9月30日）刈羽郡朝日町新設のため
- 刈羽郡小国村 （1956年9月30日）刈羽郡小国町新設のため
- 刈羽郡上小国村 （1956年9月30日）刈羽郡小国町新設のため
- 古志郡中野俣村 （1956年9月30日）栃尾市に編入のため
- 古志郡半蔵金村 （1956年9月30日）栃尾市に編入のため
- 佐渡郡（旧）相川町 （1956年9月30日）佐渡郡相川町新設のため
- 佐渡郡高千村 （1956年9月30日）佐渡郡相川町新設のため
- 佐渡郡外海府村 （1956年9月30日）佐渡郡相川町新設のため
- 北蒲原郡笹岡村 （1956年9月30日）北蒲原郡笹神村新設のため
- 北蒲原郡神山村 （1956年9月30日）北蒲原郡笹神村新設のため
- 北蒲原郡（旧）中条町 （1956年9月30日）北蒲原郡中条町新設のため
- 北蒲原郡乙村 （1956年9月30日）北蒲原郡中条町新設のため
- 南蒲原郡今町 （1956年9月30日）見附市に編入のため
- 南蒲原郡福島村 （1956年9月30日）南蒲原郡栄村新設のため
- 南蒲原郡大面村 （1956年9月30日）南蒲原郡栄村新設のため
- 北魚沼郡須原村 （1956年9月30日）北魚沼郡守門村新設のため
- 北魚沼郡上条村 （1956年9月30日）北魚沼郡守門村新設のため
- 中魚沼郡貝野村 （1956年9月30日）中魚沼郡中里村・水沢村に分割編入のため
- 南魚沼郡（旧）塩沢町 （1956年9月30日）南魚沼郡塩沢町新設のため
- 南魚沼郡中之島村 （1956年9月30日）南魚沼郡塩沢町新設のため
- 三島郡宮本村 （1956年9月30日）三島郡二和村新設のため
- 三島郡大積村 （1956年9月30日）三島郡二和村新設のため
- 三島郡日吉村 （1956年9月30日）三島郡三島町・関原町に分割編入のため
- 中頸城郡妙高々原村 （1956年9月30日）中頸城郡妙高々原町新設のため
- 中頸城郡杉野沢村 （1956年9月30日）中頸城郡妙高々原町新設のため
- 中頸城郡水原村 （1956年9月30日）新井市に編入のため
- 中頸城郡米山村 （1956年12月19日）柏崎市に編入のため
- 南魚沼郡（旧）塩沢町 （1957年2月1日）南魚沼郡塩沢町新設のため
- 南魚沼郡石打村 （1957年2月1日）南魚沼郡塩沢町新設のため
- 南魚沼郡上田村 （1957年2月1日）南魚沼郡塩沢町新設のため
- 中蒲原郡新関村 （1957年3月18日）五泉市・新津市に分割編入のため
- 刈羽郡高浜町 （1957年4月1日）柏崎市に編入のため
- 中頸城郡大瀁村 （1957年4月1日）中頸城郡頸城村新設のため
- 中頸城郡明治村 （1957年4月1日）中頸城郡頸城村新設のため
- 中蒲原郡大江山村 （1957年5月3日）新潟市に編入のため
- 中蒲原郡曽野木村 （1957年5月3日）新潟市に編入のため
- 中蒲原郡両川村 （1957年5月3日）新潟市に編入のため
- 三島郡出雲崎町 （1957年6月20日）三島郡出雲町（即日改称、出雲崎町）新設のため
- 三島郡西越村 （1957年6月20日）三島郡出雲町（即日改称、出雲崎町）新設のため
- 刈羽郡中鯖石村 （1957年7月5日）柏崎市に編入のため
- 刈羽郡南鯖石村 （1957年7月5日）柏崎市に編入のため
- 刈羽郡千谷沢村 （1957年7月5日）刈羽郡小国町・三島郡越路町に分割編入のため
- 三島郡大河津村 （1957年7月5日）三島郡与板町・寺泊町・西蒲原郡分水町に分割編入のため
- 三島郡関原町 （1957年10月1日）長岡市に編入のため
- 東頸城郡奴奈川村 （1959年1月1日）東頸城郡松代町に編入のため
- 北蒲原郡佐々木村 （1959年4月10日）新発田市に編入のため
- 刈羽郡朝日町 （1959年4月10日）刈羽郡西山町新設のため
- 刈羽郡二田村 （1959年4月10日）分割し、刈羽郡西山町新設、刈羽郡刈羽村に編入のため
- 北蒲原郡長浦村 （1959年7月22日）北蒲原郡豊栄町に編入のため
- 中頸城郡高士村 （1959年11月1日）高田市に編入のため

## 1960年 - 1969年
- 西蒲原郡内野町 （1960年1月11日）新潟市に編入のため
- 西蒲原郡（旧）岩室村 （1960年1月20日）西蒲原郡岩室村新設のため
- 西蒲原郡和納村 （1960年1月20日）西蒲原郡岩室村新設のため
- 三島郡二和村 （1960年9月1日）長岡市に編入のため
- 西蒲原郡赤塚村 （1961年6月1日）新潟市に編入のため
- 西蒲原郡中野小屋村 （1961年6月1日）新潟市に編入のため
- 西蒲原郡（旧）西川町 （1961年6月10日）西蒲原郡西川町新設のため
- 西蒲原郡升潟村 （1961年6月10日）西蒲原郡西川町新設のため
- 中魚沼郡水沢村 （1962年4月1日）十日町市に編入のため
- 北蒲原郡築地村 （1967年1月1日）北蒲原郡中条町に編入のため
- 刈羽郡黒姫村 （1968年11月1日）柏崎市に編入のため

## 1970年 - 1979年
- 高田市 （1971年4月29日）上越市新設のため
- 直江津市 （1971年4月29日）上越市新設のため
- 刈羽郡北条町 （1971年5月1日）柏崎市に編入のため

## 1980年 - 1999年
この20年間に県内に廃止市町村なし

## 2000年 - 2009年
- 西蒲原郡黒埼町 （2001年1月1日）新潟市に編入のため
- 北蒲原郡豊浦町 （2003年7月7日）新発田市に編入のため
- 両津市 （2004年3月1日）佐渡市新設のため
- 佐渡郡相川町 （2004年3月1日）佐渡市新設のため
- 佐渡郡佐和田町 （2004年3月1日）佐渡市新設のため
- 佐渡郡金井町 （2004年3月1日）佐渡市新設のため
- 佐渡郡新穂村 （2004年3月1日）佐渡市新設のため
- 佐渡郡畑野町 （2004年3月1日）佐渡市新設のため
- 佐渡郡真野町 （2004年3月1日）佐渡市新設のため
- 佐渡郡小木町 （2004年3月1日）佐渡市新設のため
- 佐渡郡羽茂町 （2004年3月1日）佐渡市新設のため
- 佐渡郡赤泊村 （2004年3月1日）佐渡市新設のため
- 北蒲原郡安田町 （2004年4月1日）阿賀野市新設のため
- 北蒲原郡水原町 （2004年4月1日）阿賀野市新設のため
- 北蒲原郡京ヶ瀬村 （2004年4月1日）阿賀野市新設のため
- 北蒲原郡笹神村 （2004年4月1日）阿賀野市新設のため
- 北魚沼郡堀之内町 （2004年11月1日）魚沼市新設のため
- 北魚沼郡小出町 （2004年11月1日）魚沼市新設のため
- 北魚沼郡湯之谷村 （2004年11月1日）魚沼市新設のため
- 北魚沼郡広神村 （2004年11月1日）魚沼市新設のため
- 北魚沼郡守門村 （2004年11月1日）魚沼市新設のため
- 北魚沼郡入広瀬村 （2004年11月1日）魚沼市新設のため
- 南魚沼郡六日町 （2004年11月1日）南魚沼市新設のため
- 南魚沼郡大和町 （2004年11月1日）南魚沼市新設のため
- 東頸城郡安塚町 （2005年1月1日）上越市に編入のため
- 東頸城郡浦川原村 （2005年1月1日）上越市に編入のため
- 東頸城郡大島村 （2005年1月1日）上越市に編入のため
- 東頸城郡牧村 （2005年1月1日）上越市に編入のため
- 中頸城郡柿崎町 （2005年1月1日）上越市に編入のため
- 中頸城郡大潟町 （2005年1月1日）上越市に編入のため
- 中頸城郡吉川町 （2005年1月1日）上越市に編入のため
- 中頸城郡板倉町 （2005年1月1日）上越市に編入のため
- 中頸城郡頸城村 （2005年1月1日）上越市に編入のため
- 中頸城郡中郷村 （2005年1月1日）上越市に編入のため
- 中頸城郡清里村 （2005年1月1日）上越市に編入のため
- 中頸城郡三和村 （2005年1月1日）上越市に編入のため
- 西頸城郡名立町 （2005年1月1日）上越市に編入のため
- 旧・糸魚川市 （2005年3月19日）糸魚川市新設のため
- 西頸城郡能生町 （2005年3月19日）糸魚川市新設のため
- 西頸城郡青海町 （2005年3月19日）糸魚川市新設のため
- 新津市 （2005年3月21日）新潟市に編入のため
- 豊栄市 （2005年3月21日）新潟市に編入のため
- 白根市 （2005年3月21日）新潟市に編入のため
- 中蒲原郡亀田町 （2005年3月21日）新潟市に編入のため
- 中蒲原郡横越町 （2005年3月21日）新潟市に編入のため
- 中蒲原郡小須戸町 （2005年3月21日）新潟市に編入のため
- 西蒲原郡西川町 （2005年3月21日）新潟市に編入のため
- 西蒲原郡味方村 （2005年3月21日）新潟市に編入のため
- 西蒲原郡月潟村 （2005年3月21日）新潟市に編入のため
- 西蒲原郡潟東村 （2005年3月21日）新潟市に編入のため
- 西蒲原郡中之口村 （2005年3月21日）新潟市に編入のため
- 西蒲原郡岩室村 （2005年3月21日）新潟市に編入のため
- 三島郡三島町 （2005年4月1日）長岡市に編入のため
- 三島郡越路町 （2005年4月1日）長岡市に編入のため
- 刈羽郡小国町 （2005年4月1日）長岡市に編入のため
- 南蒲原郡中之島町 （2005年4月1日）長岡市に編入のため
- 古志郡山古志村 （2005年4月1日）長岡市に編入のため
- 旧・十日町市 （2005年4月1日）十日町市新設のため
- 東頸城郡松代町 （2005年4月1日）十日町市新設のため
- 東頸城郡松之山町 （2005年4月1日）十日町市新設のため
- 中魚沼郡川西町 （2005年4月1日）十日町市新設のため
- 中魚沼郡中里村 （2005年4月1日）十日町市新設のため
- 中頸城郡妙高高原町 （2005年4月1日）新井市（即日改称、妙高市）に編入のため
- 中頸城郡妙高村 （2005年4月1日）新井市（即日改称、妙高市）に編入のため
- 東蒲原郡津川町 （2005年4月1日）東蒲原郡阿賀町新設のため
- 東蒲原郡鹿瀬町 （2005年4月1日）東蒲原郡阿賀町新設のため
- 東蒲原郡上川村 （2005年4月1日）東蒲原郡阿賀町新設のため
- 東蒲原郡三川村 （2005年4月1日）東蒲原郡阿賀町新設のため
- 旧・三条市 （2005年5月1日）三条市新設のため
- 南蒲原郡栄町 （2005年5月1日）三条市新設のため
- 南蒲原郡下田村 （2005年5月1日）三条市新設のため
- 刈羽郡高柳町 （2005年5月1日）柏崎市に編入のため
- 刈羽郡西山町 （2005年5月1日）柏崎市に編入のため
- 北蒲原郡紫雲寺町 （2005年5月1日）新発田市に編入のため
- 北蒲原郡加治川村 （2005年5月1日）新発田市に編入のため
- 北蒲原郡中条町 （2005年9月1日）胎内市新設のため
- 北蒲原郡黒川村 （2005年9月1日）胎内市新設のため
- 南魚沼郡塩沢町 （2005年10月1日）南魚沼市に編入のため
- 西蒲原郡巻町 （2005年10月10日）新潟市に編入のため
- 栃尾市 （2006年1月1日）長岡市に編入のため
- 三島郡寺泊町 （2006年1月1日）長岡市に編入のため
- 三島郡与板町 （2006年1月1日）長岡市に編入のため
- 三島郡和島村 （2006年1月1日）長岡市に編入のため
- 旧・五泉市 （2006年1月1日）五泉市新設のため
- 中蒲原郡村松町 （2006年1月1日）五泉市新設のため
- 旧・燕市 （2006年3月20日）燕市新設のため
- 西蒲原郡分水町 （2006年3月20日）燕市新設のため
- 西蒲原郡吉田町 （2006年3月20日）燕市新設のため
- 旧・村上市 （2008年4月1日）村上市新設のため
- 岩船郡荒川町 （2008年4月1日）村上市新設のため
- 岩船郡神林村 （2008年4月1日）村上市新設のため
- 岩船郡朝日村 （2008年4月1日）村上市新設のため
- 岩船郡山北町 （2008年4月1日）村上市新設のため

## 2010年 -
- 北魚沼郡川口町 （2010年3月31日）長岡市に編入のため